# Yūsei Nakahara
Yūsei Nakahara (japanisch 中原 優生 Nakahara Yūsei; * 15. Juni 1993 in Akune) ist ein ehemaliger japanischer Fußballspieler.

## Karriere
Nakahara erlernte das Fußballspielen in der Schulmannschaft der Saga Higashi High School und der Universitätsmannschaft der National Institute of Fitness and Sports in Kanoya. Seinen ersten Vertrag unterschrieb er 2016 beim Kagoshima United FC. Der Verein spielte in der dritthöchsten Liga des Landes, der J3 League. 2018 wurde er mit dem Verein Vizemeister der dritten Liga und stieg in die J2 League auf. Für den Verein absolvierte er 49 Ligaspiele. Ende 2019 beendete er seine Karriere als Fußballspieler.